# Moon Village
Moon Village (englisch für „Monddorf“) ist ein Vorschlag aus dem Jahr 2015 von Jan Wörner, dem damaligen Generaldirektor der Europäischen Weltraumorganisation (ESA), für die Einrichtung einer bemannten Basis auf der Mondrückseite. Diese könne der weiteren Erforschung des Mondes und des erdnahen Weltraums dienen und einen Zwischenschritt auf dem Weg zu bemannten Marsmissionen bilden.